# Manel Marí
Manel Marí (Eivissa, 17 d'agost de 1975 - València, 31 de gener de 2018) va ser un poeta eivissenc que residia a València. Es llicencià en Sociologia per la Universitat de València. Era guionista de televisió, articulista, col·laborador del diari Última Hora, traductor i corrector lingüístic. Fou també militant i dirigent de moviments estudiantils en Ensenyament Mitjà i en el Bloc d'Estudiants Agermanats a la Universitat de València. Així mateix, era fundador de Poesia per la Revolta, cicle i taller d'accions poètiques de l'organització Ca Revolta.
La seua poètica destaca per uns versos vivaços, punxents i directes. L'obra No pas jo, Premi Mallorca de Poesia de 2005, el va consolidar com un dels autors joves més interessants de la poesia catalana. A El tàlem, Premi Ciutat de Palma-Joan Alcover 2007, els versos recorden l'obra de Joan Vinyoli i Miquel Àngel Riera. El tema de l'obra és la solitud, la decepció, la deriva de qui no sap o no vol adaptar-se a un medi inacceptable. Els poemes impressionen per la duresa de les imatges i alhora per l'eficaç musicalitat dels versos. La intensitat i el nerviosisme de l'expressió tenen la capacitat de sotragar l'esperit del lector.
El número de la revista Eivissa-Institut d'Estudis Eivissencs, núm. 28, desembre 2020, és un monogràfic dedica a Manel Marí (1975-2018), amb textos de memòries, biogràfics, crítica i poemes per Isidor Marí, Jean Serra, Enric Sòria i altres poetes i escriptors.

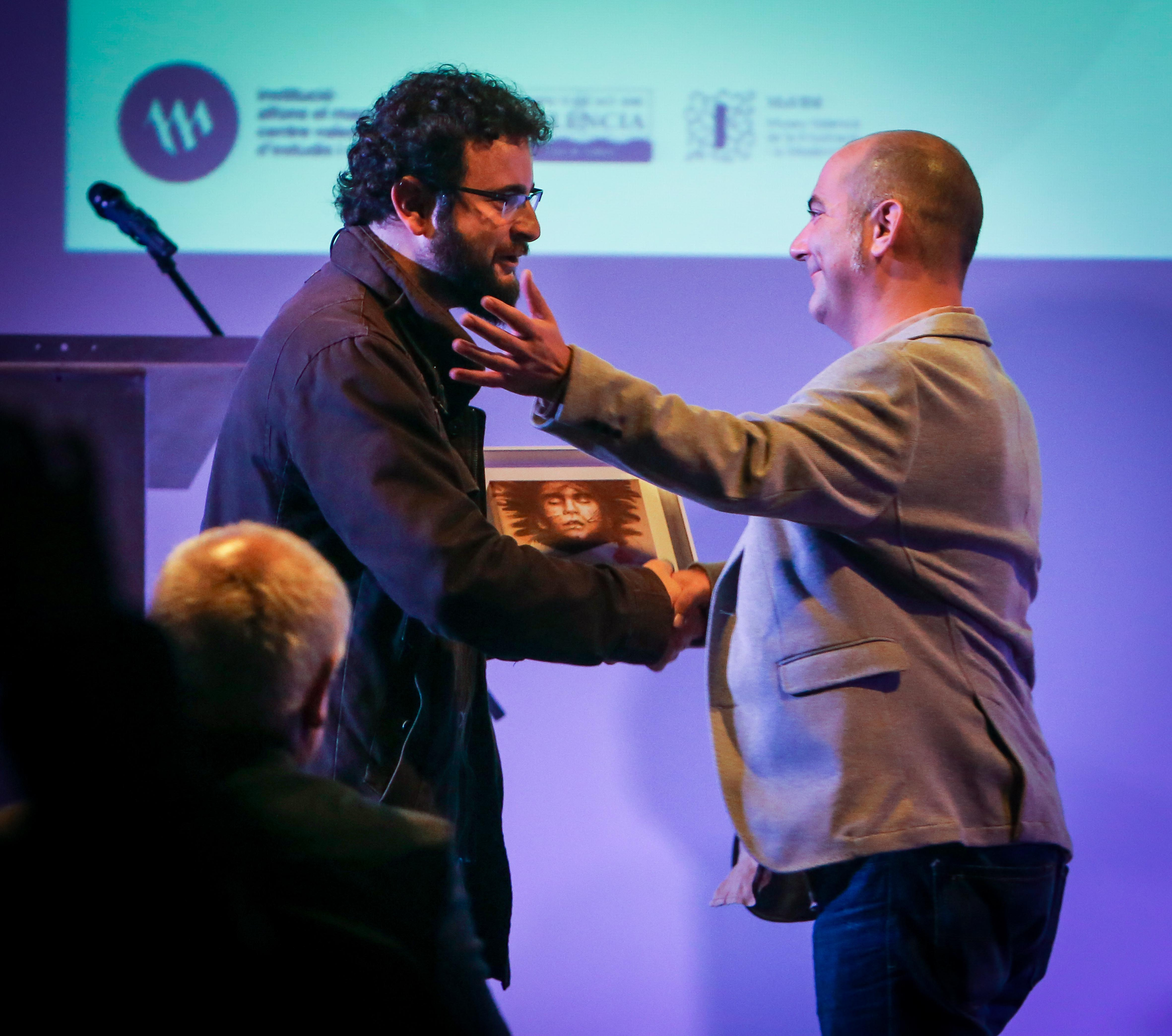
Manel Marí (dreta) rebent el premi València de Poesia, de la Institució Alfons el Magnànim, el 2016

## Publicacions i activitat literària

### Obra individual (poesia)
- Poemes en gris. Palma: Sa Nostra-Col·lecció "El Turó", 1999. Premi Miquel Àngel Riera 1998.
- Tria impersonal. Eivissa: Sa Nostra, 1999. Col·lecció "Veus de paper".
- Clarisse. València: Servei de Publicacions de la UPV, 2000.
- Poemari de descortesia. Eivissa: Res Pública Edicions, 2000.
- Patrimoni dels dies. Eivissa: Institut d'Estudis Eivissencs, 2001. Premi Baladre 1999.
- Paraula de poeta. Col·lecció "Poemes essencials", Palma: Govern de les Illes Balears-Conselleria d'Educació i Cultura, 2001. 2a ed., revisada i ampliada, 2008.
- Deshàbitat. València: Eliseu Climent, 2004. XXII Premi Senyoriu d'Ausiàs March de Beniarjó 2003.
- No pas jo. Palma: Moll, 2006. Premi Mallorca de Poesia 2005.
- Suite a mitges. Eivissa: Mediterrània, 2006 (sobre quadres de Ricard Bofill).
- El tàlem. Palma: Moll, 2008. Premi Ciutat de Palma-Joan Alcover 2007.
- Tavernàries. Alzira: Bromera, 2016. Premi València de poesia de la Institució Alfons el Magnànim.

### Llibres col·lectius
- Sempre mar. Cultura contra a burla negra. Santiago de Compostel·la: Plataforma Nunca Mais-Asociación Cultural Benito Soto, 2003.
- Solstici d'estiu, núm. 8. Fundació ACA, Búger, 2005.
- For Sale —o 50 veus de la terra. La Pobla Llarga: Edicions 96, 2010.
- Grans èxits. Poemes de Manel Marí, Sebastià Alzamora, Pere Joan Martorell i Josep Lluís Aguiló. Palma: Moll, 2010.

### Obra recollida en antologies
- La poésie aux Baleáres à la fin du millénaire. Montpeller: Revue d'Études Catalanes-Université de Montpeller III, 2002.
- Poetry in the Balearic Islands at the end of the millennium. Palma: Documenta Balear, 2003.
- “Los perfiles de Odisea”. Antología de la poesía joven en las Islas Baleares. Palma: Institut d'Estudis Baleàrics, 2007.
- Poètes contemporains de les Îles Baléares d'expressions catalane. Compilació i traducció de Maties Tugores Garau. París: Caractères, 2010.
- Desde la farola. Poesía española última. Salamanca: Universitat de Salamanca, 2010.

### Enregistraments sonors
- Solstici d'estiu, núm. 8. Fundació ACA, Búger, 2005.

### Festivals i actuacions internacionals
- IV Festival de poesia de la Mediterrània. Palma, maig de 2002.
- Festival d'Estiu de Literatura de Berlín. Berlín, juliol de 2002.
- II Encontre internacional de literatura “Eivissa, port mediterrani del llibre”. Eivissa, març de 2009.
- Recital de poesia a la seu de la Fundació Teloglion, amb motiu de la inauguració de l'exposició integral de la Fundació Pilar i Joan Miró, organitzada per l'Institut Ramon Llull. Tessalònica, novembre de 2009.
- Recital de poesia a la Casa Fernando Pessoa, amb motiu de la Semana da Cultura das Ilhas Baleares, organitzada pel Govern de les Illes Balears i l'Institut Ramon Llull. Lisboa, març de 2010.

## Videografia
- Recital al Cafè l'Infern (Massalfassar). http://www.youtube.com/watch?v=eAoIXSjj9Qs
- Jam Session poètica a València. Maig 2010. http://www.youtube.com/watch?v=zkpR4oOwyhk
- Recita el poema "Tibar l'arc". http://www.youtube.com/watch?v=VBfb2qe593s
- Cicle Poètic Campos és poesia. http://www.youtube.com/watch?v=h-7XPfIqyH0